# Navia Robinson
Navier Ziraili Robinson (4 de maio de 2005, Marietta, Geórgia), mais conhecida como Navia Robinson, é uma atriz e cantora americana, reconhecida por interpretar Rosie, na série da Netflix Free Rein, e como uma das protagonistas no spin-off de That's So Raven, Raven's Home, interpretando Nia Baxter-Carter.  

## Carreira
Estreou na televisão em 2013 quando fez parte da série Being Mary Jane, interpretando D'Ásia, papel que rendeu até 2015. Logo depois, no ano de 2017, fez Rosie Phillips, irmã da protagonista na série Free Rein, da Netflix.  No mesmo ano, fez uma participação na série The Vampire Diaries. Ainda no mesmo ano, estreou como uma das protagonistas do spin-off de That's So Raven, Raven's Home.  A série em seguida ganhou uma segunda temporada, que estreou em 2018.  Em 2018, gravou a música Legendary, junto com todas as protagonistas femininas do Disney Channel. Ela frequenta a Ferry Christian Academy, onde é uma estudante de honra.

## Filmografia

### Televisão
| Ano       | Título              | Personagem          | Nota(s)               |
| --------- | ------------------- | ------------------- | --------------------- |
| 2013-2015 | Being Mary Jane     | D'Ásia              | Recorrente            |
| 2017-2018 | Free Rein           | Rosie Phillips      |                       |
| 2017      | The Vampire Diaries | Janie               | Participação especial |
| 2017-2021 | Raven's Home        | Nia Baxter Carter   | Protagonista          |
| 2023      | Gotham Knights      | Carrie Kelley/Robin |                       |

## Discografia
| Trilha Sonora | Trilha Sonora       | Trilha Sonora |
| Ano           | Música              | Álbum         |
| ------------- | ------------------- | ------------- |
| 2018          | "Legendary"         | —             |
| 2018          | "Eye To Eye"        | —             |
| 2018          | "Replay The Moment" | —             |